# Mánjush
Mánjush (en ucraniano: Мангуш; en ruso: Мангуш, romanizado: Mángush) es un asentamiento de tipo urbano ucraniano perteneciente al óblast de Donetsk. Situado en el este del país, hasta 2020 era el centro del raión de Mánjush, pero actualmente es parte del raión de Mariúpol y centro del municipio (hromada) homónimo. 
El asentamiento está ocupado por Rusia desde marzo de 2022 en el marco de la invasión rusa de Ucrania. 

## Toponimia
El nombre Mánjush tiene origen en el dialecto turco, el urrumano, que hablaban los griegos que se asentaron aquí, y significa "pájaro blanco". Entre 1946 y 1995, Mánjush fue conocida como Pershotravneve (en ucraniano: Першотравневе; en ruso: Першотравневое, romanizado: Pershotravnévoye).

## Geografía
Mánjush se encuentra en el margen derecha del riachuelo Mokra Bilosarayka, 25 km al oeste de Mariúpol y 117 km al suroeste de Donetsk.

## Historia
El asentamiento fue fundado por alrededor de 800 griegos de habla túrquica de Crimea, procedentes de Mangup y que fueron deportados por las tropas de Aleksandr Suvórov. Mánjush era un pueblo en uyezd de Mariúpol de la gobernación de Yekaterinoslav del Imperio ruso.
Durante la guerra civil rusa, la marcha Iasi-Don de Mijaíl Drozdovski pasó la noche en Mánjush el 14 de abril de 1918. El 7 de marzo de 1923, el pueblo se convirtió en el centro del raión de Mánjush del óblast de Mariúpol
En la Segunda Guerra Mundial, la ocupación alemana duró del 8 de octubre de 1941 al 14 de septiembre de 1943.
En 1946, el pueblo de Mánjush pasó a llamarse Pershotravneve y en 1969, el pueblo se transformó en un asentamiento de tipo urbano.En 1975, la base de la economía del pueblo era la industria alimentaria y la estación de incubación.
El 27 de marzo de 1995 se volvió al antiguo nombre del sitio, Mánjush. En 2010, se construyó un gran complejo ganadero en Mánjush.
El 12 de marzo de 2022, durante la invasión rusa de Ucrania y tras haber sido tomada por los rusos, la autoproclamada República Popular de Donetsk devolvió al sitio el nombre soviético de Pershotravneve. En abril de 2022 se informó que Mánjush había sido el sitio de una fosa común que constaba de trescientas fosas, cada una de seis pies por diez pies con un número aproximado por imágenes satelitales de 9000 enterrados. Se cree que las fosas comunes contienen cadáveres de civiles tomados del sitio de la cercana Mariúpol.

## Demografía
La evolución de la población de Mánjush entre 1939 y 2022 fue la siguiente:
| 4718                                                          | 5578 | 6179 | 7002 | 7467 | 8468 | 8331 | 8319 | 8186 | 8007 | 7731 |
| (Fuente: Cities & Towns of Ukraine y UKRAINE: Größere Städte) |      |      |      |      |      |      |      |      |      |      |

Según el censo de 2001, la lengua materna de la mayoría de los habitantes, el 90%, es el ruso; del 9,21% es el ucraniano y del 0,25%, el griego.

## Infraestructura

### Transporte
Mánjush está ubicada en la carretera principal M14, que conduce de Berdiansk a Mariúpol.

## Galería

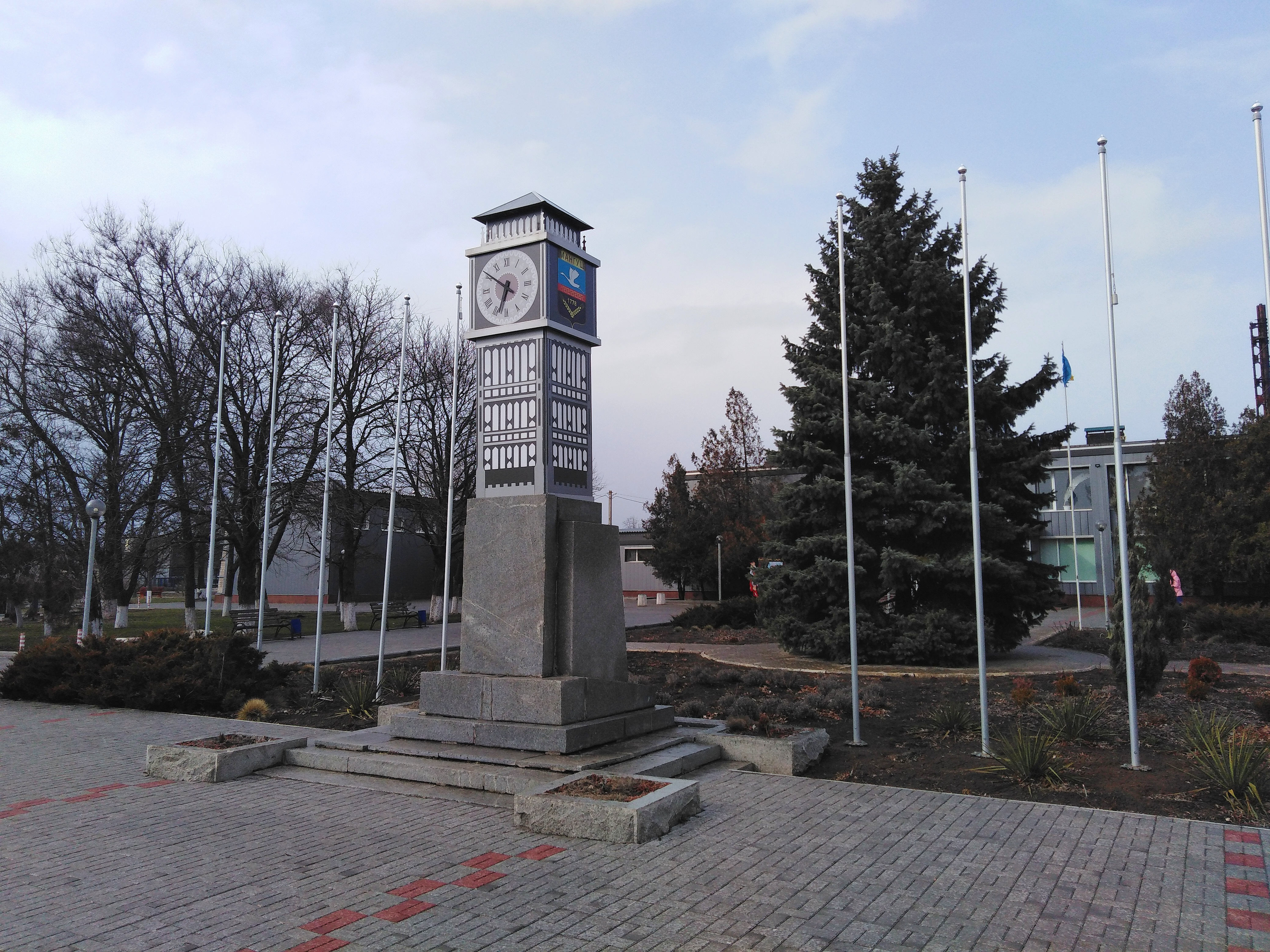
Torre del reloj de Mánjush
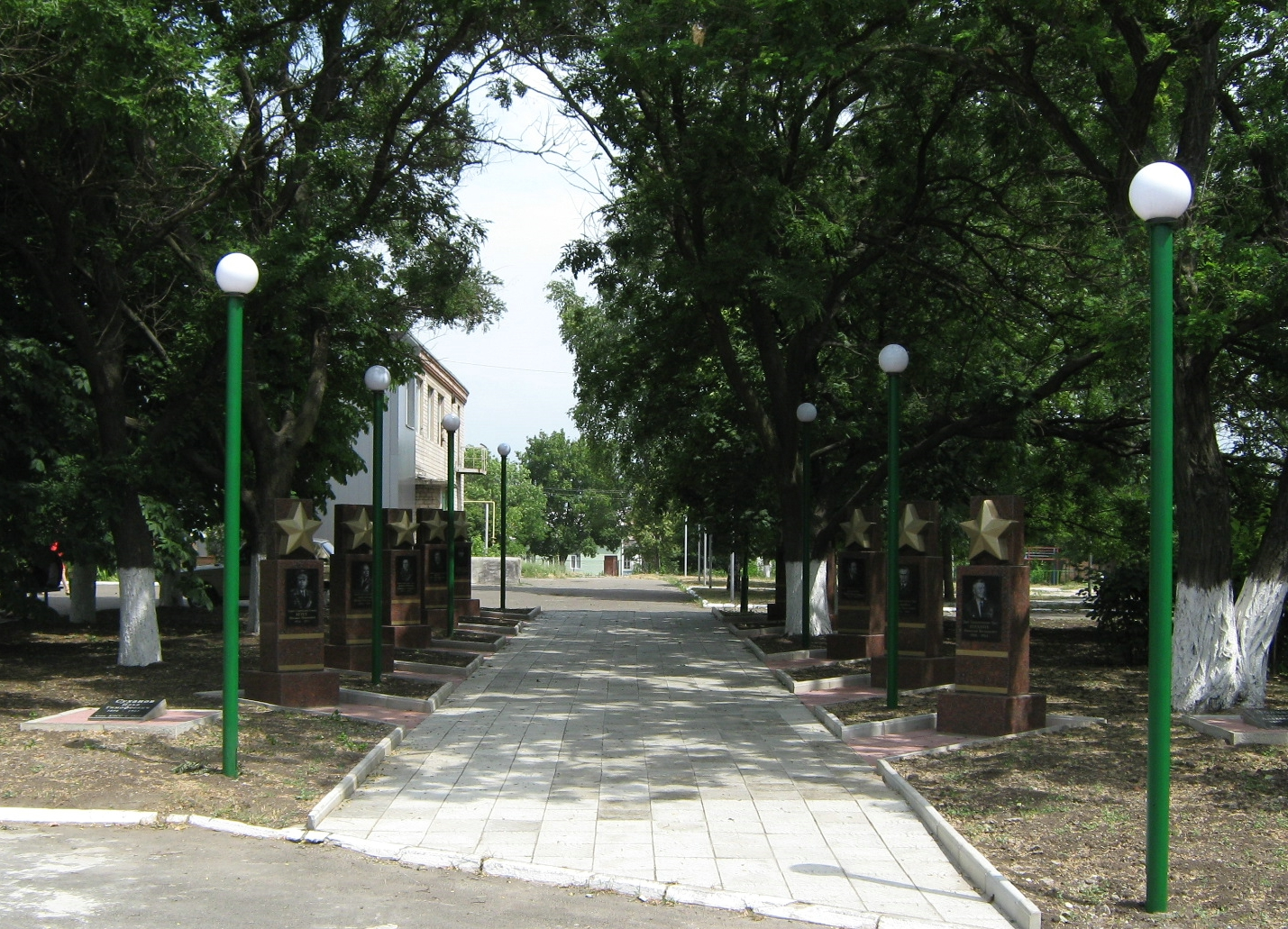
Paseo de la Gloria de Mánjush
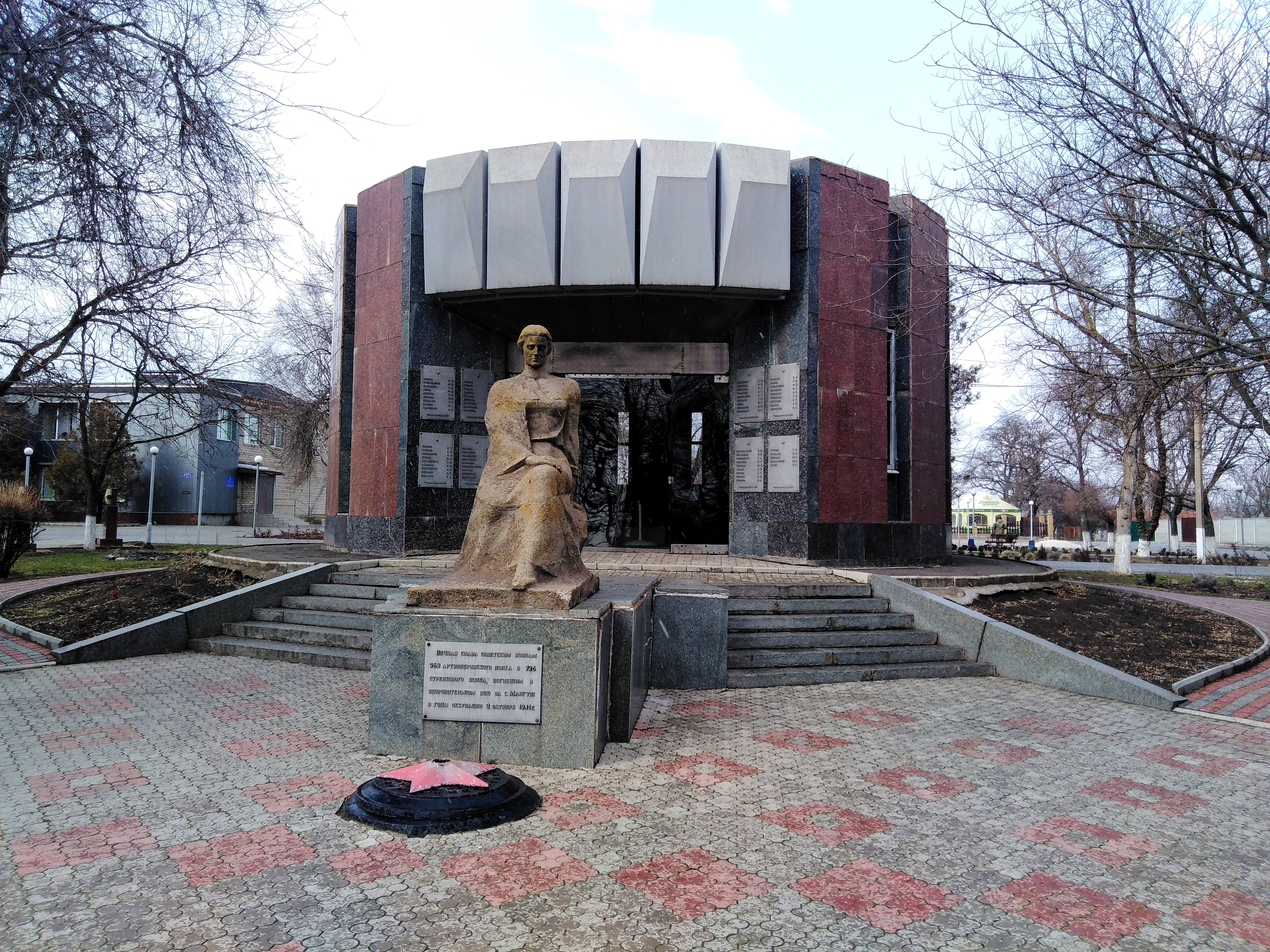
Memorial soviético de la Segunda Guerra Mundial
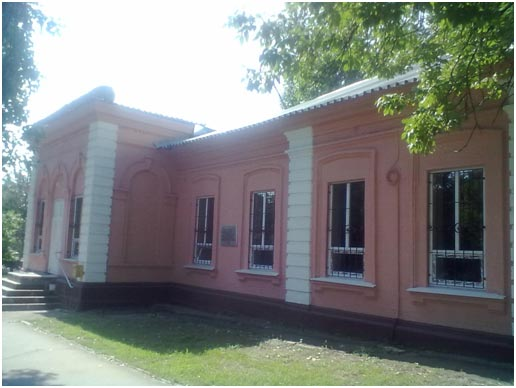
Sede del ayuntamiento local
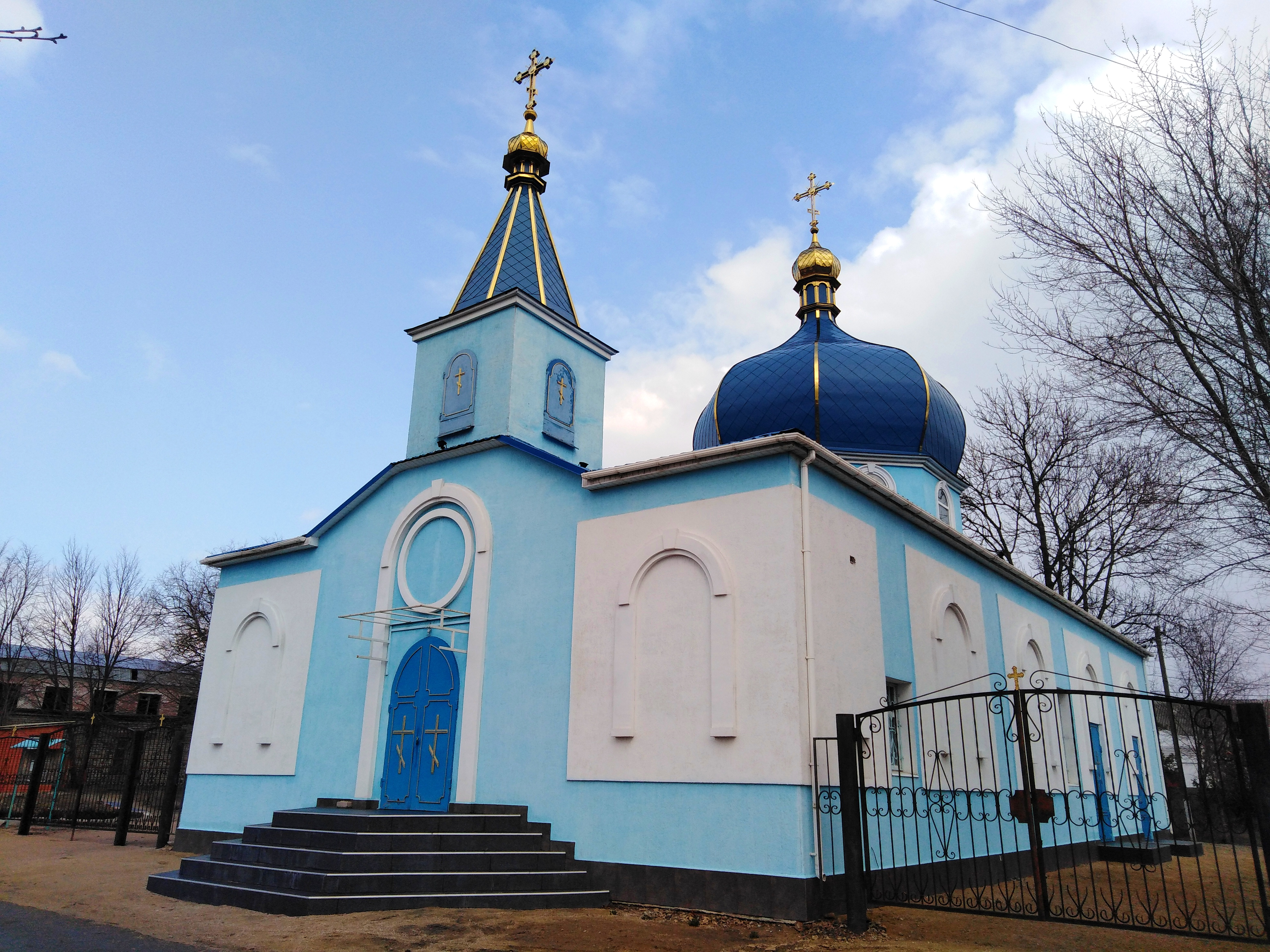
Iglesia de Mánjush